# Rutilia nigriceps
Rutilia nigriceps är en tvåvingeart som beskrevs av Malloch 1929. Rutilia nigriceps ingår i släktet Rutilia och familjen parasitflugor. Inga underarter finns listade i Catalogue of Life.